# Scott Mellanby
Scott Edgar Mellanby (né le 11 juin 1966 à Montréal au Québec province du Canada) est un joueur professionnel canadien de hockey sur glace de la Ligue nationale de hockey, qui jouait au poste d'ailier droit. 
Il est le fils de Ralph Mellanby, l'ancien producteur de l'émission légendaire La Soirée du Hockey, et est choisi par les Flyers de Philadelphie au cours du repêchage d'entrée dans la LNH 1984, 27e au total.

## Carrière
Mellanby est passé à deux doigts de se faire amputer un bras en 1989 à cause d'une rixe dans un bar dans laquelle il était impliqué alors qu'il voulait secourir un ami. Il subit une profonde plaie au bras gauche provoquée par une bouteille cassée. Elle coupe 4 tendons, un nerf et une artère. Les docteurs ont pu réparer le tout grâce à la chirurgie, mais il s'en est fallu de peu pour que le pire ne survienne. Mellanby joue pour les Flyers jusqu'en 1991, alors qu'il est cédé aux Oilers d'Edmonton dans un échange impliquant 6 joueurs, dont Jari Kurri.
Mellanby est laissé sans protection par les Oilers lors du repêchage d'expansion de la LNH 1993 et les Panthers de la Floride le réclament. Il connaît ses meilleures années et est même nommé capitaine de la jeune franchise. Il devient en fait un favori de la foule lorsqu'il tue un rat dans le vestiaire du club avec son bâton. Depuis ce jour, lorsque les Panthers marquent un but, les spectateurs lancent sur la glace des centaines de rats en plastique. La pratique prend toute son ampleur au cours de la course à la finale des Panthers de 1996.
Mellanby est échangé aux Blues de Saint-Louis en février 2001 et la transaction revitalise sa carrière sur le déclin. Il amasse 57 points en 2002-2003, son plus haut total depuis 1995-1996. Il signe à l'été 2004 avec les Thrashers d'Atlanta à titre d'agent libre. Il devient leur capitaine dès la saison suivante et ce jusqu'à la fin de la saison 2006-2007. Il se retire de la compétition à l'été 2007 après avoir joué plus de 1 400 matchs dans la LNH.
Il est très impliqué dans plusieurs causes reliées à l'autisme, son fils Carter en étant atteint. Avec Byron Dafoe et Olaf Kölzig, il est cofondateur d'Athletes Against Autism.
Le 2 juin 2010, après deux saisons passées en tant que recruteur pour les Canucks de Vancouver, il est nommé entraîneur-adjoint pour les Blues.
Après avoir contribué à un redressement de situation lors de la saison 2011-2012 au côté de Ken Hitchcock chez les Blues, il devient le 28 mai 2012 directeur du personnel des joueurs des Canadiens de Montréal et seconde ainsi le nouveau directeur-général Marc Bergevin. En 2022, devient conseiller spécial au directeur général des Blues.

## Statistiques
Pour les significations des abréviations, voir Statistiques du hockey sur glace.

### En club
| Saison     | Équipe                 | Ligue      |       | Saison régulière | Saison régulière | Saison régulière | Saison régulière | Saison régulière | Saison régulière |    | Séries éliminatoires | Séries éliminatoires | Séries éliminatoires | Séries éliminatoires | Séries éliminatoires | Séries éliminatoires |
| Saison     | Équipe                 | Ligue      | PJ    | B                | A                | Pts              | Pun              | +/-              | PJ               | B  | A                    | Pts                  | Pun                  | +/-                  |                      |                      |
| 1984-1985  | Badgers du Wisconsin   | WCHA       | 40    | 14               | 24               | 38               | 60               | -                | -                | -  | -                    | -                    | -                    | -                    |                      |                      |
| 1985-1986  | Badgers du Wisconsin   | WCHA       | 32    | 21               | 23               | 44               | 89               | -                | -                | -  | -                    | -                    | -                    | -                    |                      |                      |
| 1985-1986  | Flyers de Philadelphie | LNH        | 2     | 0                | 0                | 0                | 0                | -1               | -                | -  | -                    | -                    | -                    | -                    |                      |                      |
| 1986-1987  | Flyers de Philadelphie | LNH        | 71    | 11               | 21               | 32               | 94               | +8               | 24               | 5  | 5                    | 10                   | 46                   | +7                   |                      |                      |
| 1987-1988  | Flyers de Philadelphie | LNH        | 75    | 25               | 26               | 51               | 185              | -7               | 7                | 0  | 1                    | 1                    | 16                   | -6                   |                      |                      |
| 1988-1989  | Flyers de Philadelphie | LNH        | 76    | 21               | 29               | 50               | 183              | -13              | 19               | 4  | 5                    | 9                    | 28                   | +2                   |                      |                      |
| 1989-1990  | Flyers de Philadelphie | LNH        | 57    | 6                | 17               | 23               | 77               | -4               | -                | -  | -                    | -                    | -                    | -                    |                      |                      |
| 1990-1991  | Flyers de Philadelphie | LNH        | 74    | 20               | 21               | 41               | 155              | +8               | -                | -  | -                    | -                    | -                    | -                    |                      |                      |
| 1991-1992  | Oilers d'Edmonton      | LNH        | 80    | 23               | 27               | 50               | 197              | +5               | 16               | 2  | 1                    | 3                    | 29                   | -3                   |                      |                      |
| 1992-1993  | Oilers d'Edmonton      | LNH        | 69    | 15               | 17               | 32               | 147              | -4               | -                | -  | -                    | -                    | -                    | -                    |                      |                      |
| 1993-1994  | Panthers de la Floride | LNH        | 80    | 30               | 30               | 60               | 149              | 0                | -                | -  | -                    | -                    | -                    | -                    |                      |                      |
| 1994-1995  | Panthers de la Floride | LNH        | 48    | 13               | 12               | 25               | 90               | -16              | -                | -  | -                    | -                    | -                    | -                    |                      |                      |
| 1995-1996  | Panthers de la Floride | LNH        | 79    | 32               | 38               | 70               | 160              | +4               | 22               | 3  | 6                    | 9                    | 44                   | -10                  |                      |                      |
| 1996-1997  | Panthers de la Floride | LNH        | 82    | 27               | 29               | 56               | 170              | +7               | 5                | 0  | 2                    | 2                    | 4                    | -1                   |                      |                      |
| 1997-1998  | Panthers de la Floride | LNH        | 79    | 15               | 24               | 39               | 127              | -14              | -                | -  | -                    | -                    | -                    | -                    |                      |                      |
| 1998-1999  | Panthers de la Floride | LNH        | 67    | 18               | 27               | 45               | 85               | +5               | -                | -  | -                    | -                    | -                    | -                    |                      |                      |
| 1999-2000  | Panthers de la Floride | LNH        | 77    | 18               | 28               | 46               | 126              | +14              | 4                | 0  | 1                    | 1                    | 2                    | 0                    |                      |                      |
| 2000-2001  | Panthers de la Floride | LNH        | 40    | 4                | 9                | 13               | 46               | -13              | -                | -  | -                    | -                    | -                    | -                    |                      |                      |
| 2000-2001  | Blues de Saint-Louis   | LNH        | 23    | 7                | 1                | 8                | 25               | 0                | 15               | 3  | 3                    | 6                    | 17                   | -1                   |                      |                      |
| 2001-2002  | Blues de Saint-Louis   | LNH        | 64    | 15               | 26               | 41               | 93               | -5               | 10               | 7  | 3                    | 10                   | 18                   | +1                   |                      |                      |
| 2002-2003  | Blues de Saint-Louis   | LNH        | 80    | 26               | 31               | 57               | 176              | +1               | 6                | 0  | 1                    | 1                    | 10                   | 0                    |                      |                      |
| 2003-2004  | Blues de Saint-Louis   | LNH        | 68    | 14               | 17               | 31               | 76               | -7               | 4                | 0  | 1                    | 1                    | 2                    | -4                   |                      |                      |
| 2005-2006  | Thrashers d'Atlanta    | LNH        | 71    | 12               | 22               | 34               | 55               | +5               | -                | -  | -                    | -                    | -                    | -                    |                      |                      |
| 2006-2007  | Thrashers d'Atlanta    | LNH        | 69    | 12               | 24               | 36               | 63               | -9               | 4                | 0  | 0                    | 0                    | 4                    | -2                   |                      |                      |
| Totaux LNH | Totaux LNH             | Totaux LNH | 1 431 | 364              | 476              | 840              | 2 479            | -36              | 136              | 24 | 29                   | 53                   | 220                  | -17                  |                      |                      |

### En équipe nationale
| Année | Équipe        | Compétition                 |   | PJ | B | A | Pts | Pun               |  | Résultat |
| 1985  | Canada junior | Championnat du monde junior | 7 | 5  | 4 | 9 | 6   | Médaille d'argent |  |          |

## Honneurs et trophées
- Ligue nationale de hockey
  - Participation au Match des étoiles en 1996.